# Jerome Avenue
Jerome Avenue est l'une des plus longues voies de circulation de l'arrondissement du Bronx, à New York. 

## Situation et accès
D'une longueur de neuf kilomètres, l'avenue relie le quartier de Highbridge, délimité par la Harlem River à l'ouest à celui de Woodlawn, au nord. Son tracé est en outre parallèle à celui de la Deegan Expressway qui contourne l'ensemble de l'arrondissement à partir du pont Robert F. Kennedy, et les deux avenues possèdent des échangeurs avec le Cross Bronx Expressway qui circule perpendiculairement, et est prolongé par le pont George-Washington (après un bref passage par l'arrondissement de Manhattan). Bien que l'avenue soit située dans le West Bronx, l'avenue fait office de frontière entre les parties est (east) et ouest (west) des rues de l'arrondissement, sur le même modèle que la Cinquième Avenue à Manhattan.
La majeure partie de l'IRT Jerome Avenue Line, ligne aérienne du métro de New York est construite au-dessus de l'avenue. La première station située sur Jerome Avenue après Manhattan est 161st Street – Yankee Stadium (métros 4, B et D). Elle fut ouverte en 1917. Toutes les stations situées le long de Jerome Avenue ne sont cependant desservies que par la desserte 4 dont le terminus est la station Woodlawn.

## Origine du nom
Elle porte le nom de Leonard Jerome (1817-1891), riche financier, passionné de courses de chevaux.

## Historique
Jerome Avenue a été aménagée en Plank road en 1874. Le boulevard a été nommé « Central Avenue », puis « Murphy Avenue », avant de prend sa dénomination actuelle dans les années 1880.